# 坦博帕塔省

坦博帕塔省（西班牙語：Provincia de Tambopata），是秘魯的省份，位於該國東南部馬德雷德迪奧斯大區，首府是馬爾多納多港，面積36,268平方公里，2005年人口67,632，人口密度每平方公里1.86人。
12°36′S 69°12′W / 12.600°S 69.200°W